# Sárváry Pál
Sárváry Pál (Piskolt, 1765. október 3. – Debrecen, 1846. december 19.) bölcseleti doktor, debreceni professzor, a Magyar Tudományos Akadémia levelező tagja. Sárváry Ferenc bíró, ügyvéd apja, Sárváry Elek hírlapíró, műfordító nagyapja.

## Pályája
Apja Sárváry János református lelkész-író. 1782-ben a debreceni iskola felső osztályába lépett (subscribált); 1786-ban Késmárkról, ahol a német nyelv elsajátítása végett volt, visszatért és újra a debreceni főiskolába iratkozott be. 1789-ben a német és francia nyelv és szónoklat, 1790-ben a költészet tanítója, két évig a Sinai tanszékén helyettes tanár, 1792. márciustól szeptemberig főiskolai senior volt. Ekkor a göttingai egyetemre ment, ahol matematikai, természettani és bölcsészeti tanulmányokat folytatott. 1795-ben bölcsészettanárrá avatták. Miután hazatért, 1795 novemberében elfoglalta a matematikai és természettani tanszéket mint rendes, a bölcsészetit mint helyettes oktató elfoglalta. 1809-ben a papi teendők végzésére is felhatalmazást nyert, de mindvégig megmaradt a tanári pályán. 1814-ben a debreceni egyházmegyében tanácsbíró lett. 1832. március 9-én a Magyar Tudományos Akadémia levelező tagjának választotta. 1839-ben nyugalomba vonult.
Érdekes, amit Arany János írt róla, hogy buzdította őt a színészi pályára: „az agg Sárvári magához hivatott, szavaltatott (akkor szép csengő hangom volt) és énekeltetett s elégülten ajánlá: «Csak Sekszpirt! Sekszpirt, domine!»” (Arany János hátrahagyott iratai és levelezése. Bpest, 1887. I. k. XLI. l.). Ezt a jelenetet Arany Bolond Istókjába is beleszőtte.
Cikkei a Tudományos Gyűjteményekben (1817. VI. Csernák László Számvevő rostájáról s életéről rövid tudósítás, 1825. II. A leeső csillagformákról); a Társalkodóban (1834. 104. sz., 1835. 7. sz. Az álomjáró Debrecenben); a Hasznos Mulatságokban (1835. I. 7. sz. Az álomjáró); a Kisfaludy-Társaság Évlapjaiban (VI. 1846. Csokonai Vitéz Mihály életrajzának töredékvonalai).

## Művei
- Commentatio de summis cognitionis humanae principiis. Quam... in academia Georgia Augusta pro summis in philosophia honoribus obtinendis die IX. Maii A. 1795. publico examini submittit. Göttingae.
- Moralis philosophia, melyekben az erkölcsi cselekedeteknek a józan okosság szerént való főregulája vagy principiuma kikeresődik és annak az Isten lételével, a lélek halhatatlanságával, és a vallással való szoros egybeköttetése előadódik. Pest, 1802.
- Filozofusi ethika, az az: erkölcsi tiszteinkről, vagy kötelességeinkről és gyakorlások módjáról a józan okosság szerént való tudomány, mely az erkölcsökről való filozófia II-ik része. N.-Várad, 1804.
- A rajzolás mesterségének kezdete. A rajzolásban gyönyörködő tanulóifjak és gyermekek kedveért írta... Rajzolta Lumnitzer György János, metszette Beregszászi Péter. I. drb. 10 rézre metszett táblákkal. Debrecen, 1807. II. darab. 10 rézre metszett táblákkal. Az árnyékolás módjairól, a szépség izléséről, az emberi szépség legfelsőbb grádusinak példáiról, azoknak vizsgálásáról és követéséről. Rajzolta és metszette Beregszászi Pál. Uo. 1807. (Ism. N. Annalen der Literatur 1808. II. 131. l.)
- Halotti beszéd a jó példa becses voltáról a virtusra, melyet néhai Gyürky István... koporsója felett... mondott szent Mihály havának 27. napján 1807. Vácz, 1808. (Bátori Gábor és Lukáts Mihály beszédeivel együtt.)
- Tudósítás Uri Jánosról. Debrecen, 1818.
- Oratio brevis, qua examinibus publicis in oratorio novo collegii helv. conf. addictorum Debrecinensis die 22. Martii 1825. omnium primum institutis prolusit. Debrecini, 1825.
- Halotti beszéd, melyet néh. Vonza-Böszörményi Böszörményi Pál urnak utolsó tiszteletére febr. 5. 1825. mondott. Uo. 1825. (Az igazságot szerető és követő előljáró című munkában.)
- Sárvári Pál leveleskönyve; összegyűjt. Sárváry Jakab, sajtó alá rend. Brigovácz László, Lakner Lajos, ford. Posta Anna; Debreceni Egyetemi, Debrecen, 2023 (Csokonai könyvtár)